# Campeonato Roraimense 2024
El Campeonato Roraimense de 2024 fue la 69.ª edición del campeonato de fútbol del estado de Roraima. El Campeonato comenzó el 16 de marzo, finalizó el 11 de junio, y contó con la participación de 9 equipos.
El campeón garantizó plazas en la Serie D de 2025, Copa Verde 2025 y los dos primeros colocados disputarán la Copa de Brasil 2025.

## Taça Boa Vista

### Grupo A
| Pos. | Equipo           | Pts. | PJ | G | E | P | GF | GC | Dif. | Clasificación 2024            |
| ---- | ---------------- | ---- | -- | - | - | - | -- | -- | ---- | ----------------------------- |
| 1    | São Raimundo     | 9    | 3  | 3 | 0 | 0 | 9  | 1  | +8   | Clasificado a las semifinales |
| 2    | Náutico          | 4    | 3  | 1 | 1 | 1 | 4  | 4  | 0    | Clasificado a las semifinales |
| 3    | Atlético Roraima | 2    | 3  | 0 | 2 | 1 | 2  | 6  | −4   |                               |
| 4    | Rio Negro        | 1    | 3  | 0 | 1 | 2 | 1  | 5  | −4   |                               |

Actualizado a los partidos jugados el 9 de abril de 2024.
 Fuente: Globo Esporte
- La hora de cada encuentro corresponde al huso horario correspondiente al Estado de Roraima (UTC-4).

| Fecha       | Hora  | Partido          | Partido | Partido          |
| ----------- | ----- | ---------------- | ------- | ---------------- |
| 16 de marzo | 16:30 | São Raimundo     | 4-0     | Atlético Roraima |
| 19 de marzo | 21:00 | Rio Negro        | 0-2     | Náutico          |
| 30 de marzo | 16:30 | Rio Negro        | 1-1     | Atlético Roraima |
| 30 de marzo | 18:30 | Náutico          | 1-3     | São Raimundo     |
| 6 de abril  | 18:30 | São Raimundo     | 2-0     | Rio Negro        |
| 9 de abril  | 19:00 | Atlético Roraima | 1-1     | Náutico          |

### Grupo B
| Pos. | Equipo        | Pts. | PJ | G | E | P | GF | GC | Dif. | Clasificación 2024            |
| ---- | ------------- | ---- | -- | - | - | - | -- | -- | ---- | ----------------------------- |
| 1    | GAS           | 12   | 4  | 4 | 0 | 0 | 13 | 4  | +9   | Clasificado a las semifinales |
| 2    | Monte Roraima | 7    | 4  | 2 | 1 | 1 | 9  | 4  | +5   | Clasificado a las semifinales |
| 3    | River         | 7    | 4  | 2 | 1 | 1 | 9  | 5  | +4   |                               |
| 4    | Real          | 3    | 4  | 1 | 0 | 3 | 8  | 6  | +2   |                               |
| 5    | Progresso     | 0    | 4  | 0 | 0 | 4 | 1  | 21 | −20  |                               |

Actualizado a los partidos jugados el 9 de abril de 2024.
 Fuente: Globo Esporte
- La hora de cada encuentro corresponde al huso horario correspondiente al Estado de Roraima (UTC-4).

| Fecha       | Hora  | Partido       | Partido | Partido       |
| ----------- | ----- | ------------- | ------- | ------------- |
| 16 de marzo | 18:30 | Progresso     | 0-6     | GAS           |
| 19 de marzo | 19:00 | River         | 1-1     | Monte Roraima |
| 23 de marzo | 16:30 | Real          | 1-2     | River         |
| 23 de marzo | 18:30 | Monte Roraima | 5-1     | Progresso     |
| 26 de marzo | 19:00 | Real          | 1-2     | GAS           |
| 26 de marzo | 21:00 | River         | 4-0     | Progresso     |
| 2 de abril  | 19:00 | Progresso     | 0-6     | Real          |
| 2 de abril  | 21:00 | GAS           | 2-1     | Monte Roraima |
| 6 de abril  | 16:30 | GAS           | 3-2     | River         |
| 9 de abril  | 21:00 | Monte Roraima | 2-0     | Real          |

### Semifinales
| Fecha       | Hora  | Partido      | Partido | Partido       |
| ----------- | ----- | ------------ | ------- | ------------- |
| 13 de abril | 17:00 | São Raimundo | 2-1     | Monte Roraima |
| 13 de abril | 19:00 | GAS          | 1-0     | Náutico       |

### Final
| Fecha       | Hora  | Partido      | Partido | Partido |
| ----------- | ----- | ------------ | ------- | ------- |
| 16 de abril | 19:30 | São Raimundo | 2-1     | GAS     |

### Campeón
| Taça Boa Vista 2024                |
| ---------------------------------- |
| São Raimundo Campeón (11.º título) |

## Taça Roraima

### Grupo A
| Pos. | Equipo           | Pts. | PJ | G | E | P | GF | GC | Dif. | Clasificación 2024            |
| ---- | ---------------- | ---- | -- | - | - | - | -- | -- | ---- | ----------------------------- |
| 1    | São Raimundo     | 11   | 5  | 3 | 2 | 0 | 19 | 3  | +16  | Clasificado a las semifinales |
| 2    | Náutico          | 9    | 5  | 2 | 3 | 0 | 11 | 3  | +8   | Clasificado a las semifinales |
| 3    | Atlético Roraima | 6    | 5  | 2 | 0 | 3 | 6  | 15 | −9   |                               |
| 4    | Rio Negro        | 3    | 5  | 1 | 0 | 4 | 9  | 12 | −3   |                               |

Actualizado a los partidos jugados el 21 de mayo de 2024.
 Fuente: Globo Esporte

### Grupo B
| Pos. | Equipo        | Pts. | PJ | G | E | P | GF | GC | Dif. | Clasificación 2024            |
| ---- | ------------- | ---- | -- | - | - | - | -- | -- | ---- | ----------------------------- |
| 1    | GAS           | 8    | 4  | 2 | 2 | 0 | 14 | 4  | +10  | Clasificado a las semifinales |
| 2    | Monte Roraima | 7    | 4  | 2 | 1 | 1 | 6  | 3  | +3   | Clasificado a las semifinales |
| 3    | River         | 7    | 4  | 2 | 1 | 1 | 9  | 6  | +3   |                               |
| 4    | Real          | 4    | 4  | 1 | 1 | 2 | 4  | 5  | −1   |                               |
| 5    | Progresso     | 0    | 4  | 0 | 0 | 4 | 0  | 27 | −27  |                               |

Actualizado a los partidos jugados el 21 de mayo de 2024.
 Fuente: Globo Esporte
- La hora de cada encuentro corresponde al huso horario correspondiente al Estado de Roraima (UTC-4).

| Fecha       | Hora  | Partido          | Partido | Partido          |
| ----------- | ----- | ---------------- | ------- | ---------------- |
| 20 de abril | 16:30 | GAS              | 6-2     | Rio Negro        |
| 20 de abril | 18:30 | Náutico          | 1-1     | Monte Roraima    |
| 23 de abril | 19:00 | São Raimundo     | 3-1     | River            |
| 23 de abril | 21:00 | Rio Negro        | 6-0     | Progresso        |
| 27 de abril | 16:30 | Atlético Roraima | 1-0     | Progresso        |
| 27 de abril | 18:30 | Náutico          | 1-1     | GAS              |
| 30 de abril | 19:00 | Rio Negro        | 0-1     | Monte Roraima    |
| 30 de abril | 21:00 | Real             | 0-0     | São Raimundo     |
| 3 de mayo   | 17:00 | Atlético Roraima | 2-4     | River            |
| 3 de mayo   | 19:00 | Náutico          | 1-0     | Real             |
| 7 de mayo   | 19:00 | Progresso        | 0-13    | São Raimundo     |
| 7 de mayo   | 21:00 | Monte Roraima    | 3-0     | Atlético Roraima |
| 10 de mayo  | 16:00 | Real             | 2-1     | Rio Negro        |
| 10 de mayo  | 18:00 | GAS              | 6-0     | Atlético Roraima |
| 14 de mayo  | 19:00 | Progresso        | 0-7     | Náutico          |
| 14 de mayo  | 21:00 | São Raimundo     | 1-1     | GAS              |
| 18 de mayo  | 16:30 | River            | 3-0     | Rio Negro        |
| 18 de mayo  | 18:30 | Atlético Roraima | 3-2     | Real             |
| 21 de mayo  | 19:00 | River            | 1-1     | Náutico          |
| 21 de mayo  | 21:00 | Monte Roraima    | 1-2     | São Raimundo     |

### Semifinales
| Fecha      | Hora  | Partido      | Partido        | Partido       |
| ---------- | ----- | ------------ | -------------- | ------------- |
| 28 de mayo | 19:00 | São Raimundo | 5-1            | Náutico       |
| 28 de mayo | 21:00 | GAS          | 1-1 (pen. 5-4) | Monte Roraima |

### Final
| Fecha      | Hora  | Partido      | Partido | Partido |
| ---------- | ----- | ------------ | ------- | ------- |
| 4 de junio | 19:30 | São Raimundo | 1-5     | GAS     |

### Campeón
| Taça Roraima 2024       |
| ----------------------- |
| GAS Campeón (?º título) |

## Final del campeonato
| 11 de junio de 2024 | São Raimundo | 2:3     | GAS | Canarinho, Boa Vista         |                              |
| 19:30 (UTC-4)       |              | Reporte |     | Árbitro(s): Anderson Daronco | Árbitro(s): Anderson Daronco |

| Campeón Campeonato Roraimense 2024 |
| ---------------------------------- |
| Boa Vista                          |
| GAS (1.º título)                   |

## Goleadores[2]
- Actualizado el 11 de junio de 2024.

| Jugador        | Club          | Goles |
| -------------- | ------------- | ----- |
| Raylson        | GAS           | 8     |
| Léo Salgado    | GAS           | 8     |
| Fabrício Kanté | São Raimundo  | 8     |
| Kiki           | GAS           | 7     |
| Edson Negueba  | River         | 6     |
| Léo Reis       | São Raimundo  | 6     |
| Binho          | Monte Roraima | 5     |
| Guilherme Ilha | Náutico       | 5     |

## Clasificación general
| Pos. | Equipo           | Pts. | PJ | G | E | P | GF | GC | Dif. | Clasificación 2024                                                             |
| ---- | ---------------- | ---- | -- | - | - | - | -- | -- | ---- | ------------------------------------------------------------------------------ |
| 1    | GAS              | 30   | 13 | 9 | 3 | 1 | 38 | 14 | +24  | Campeón, Clasificado a la Serie D 2025, Copa de Brasil 2025 y Copa Verde 2025. |
| 2    | São Raimundo     | 29   | 13 | 9 | 2 | 2 | 40 | 15 | +25  | Subcampeón, Clasificado a la Copa de Brasil 2025 y Copa Verde 2025.            |
| 3    | Monte Roraima    | 15   | 10 | 4 | 3 | 3 | 17 | 10 | +7   |                                                                                |
| 4    | River            | 14   | 8  | 4 | 2 | 2 | 18 | 11 | +7   |                                                                                |
| 5    | Náutico          | 13   | 10 | 3 | 4 | 3 | 16 | 13 | +3   |                                                                                |
| 6    | Atlético Roraima | 8    | 8  | 2 | 2 | 4 | 8  | 21 | −13  |                                                                                |
| 7    | Real             | 7    | 8  | 2 | 1 | 5 | 12 | 11 | +1   |                                                                                |
| 8    | Rio Negro        | 4    | 8  | 1 | 1 | 6 | 10 | 17 | −7   |                                                                                |
| 9    | Progresso        | 0    | 8  | 0 | 0 | 8 | 1  | 48 | −47  |                                                                                |

Actualizado a los partidos jugados el 11 de junio de 2024.
 Fuente: Globo Esporte